# Leigh Sports Village
 (avril 2025).
Si vous disposez d'ouvrages ou d'articles de référence ou si vous connaissez des sites web de qualité traitant du thème abordé ici, merci de compléter l'article en donnant les références utiles à sa vérifiabilité et en les liant à la section « Notes et références ».
Le Leigh Sports Village est un stade de rugby à XIII et de football de Leigh, Grand Manchester, Angleterre.
Il est le domicile du club de rugby à XIII des Centurions de Leigh et des équipes réserves de football de Blackburn Rovers et de Manchester United.

## Évènements
Évènements continus :
- Les matchs rugby à XIII de Super League des Centurions de Leigh.
- Les matchs de football des équipes réserves de Blackburn Rovers et de Manchester United.